# به دنبال خوشبختی
به دنبال خوشبختی فیلمی به کارگردانی بهمن گودرزی و نویسندگی ساحره طالبی زاده محصول سال ۱۳۸۸ است.

## بازیگران
- پوریا پورسرخ  در نقش عطا
- لیلا اوتادی  در نقش تینا
- مریم امیرجلالی  در نقش نصرت
- نادر سلیمانی  در نقش بهرام
- سپند امیرسلیمانی  در نقش شهرام
- محسن زهتاب  در نقش اتابکی
- شهرزاد کمال زاده  در نقش شهین
- پرستو مقدم  در نقش مهین
- نیکی نصیریان در نقش پریا